# Gheorghe Stoica
Gheorghe Stoica, pe numele său real Moscu Cohn, (n. 20 iulie 1900, Dorohoi – d. 10 august 1976, București) a fost un activist și politician comunist român de origine evreiască, unul din fondatorii Partidului Comunist Român (PCR). În Procesul din Dealul Spirii a fost găsit nevinovat.
A fost instructor de partid din comitetul de grevă în timpul grevei de la Atelierele CFR Grivița.
A fost activist în ilegalitate în rândurile Uniunii Tineretului Comunist (UTC), care l-a introdus pe Gheorghe Gheorghiu-Dej în mișcarea comunistă.
A servit ca ofițer politic în timpul Războiului Civil din Spania. A revenit în România din Spania cu Divizia Horia, Cloșca și Crișan. Gheorghe Stoica a fost deputat în Adunarea Deputaților (1946 - 1948) și deputat în Marea Adunare Națională. După Congresul al IX-lea al PCR din iulie 1965, Gheorghe Stoica a fost numit de Nicolae Ceaușescu ca membru în comisia de anchetă care avea ca scop analiza asasinatului judiciar comis asupra lui Lucrețiu Pătrășcanu în 1954. În acest context și în cadrul luptelor intestine din PCR, Gheorghe Stoica a reprezentat grupul de comuniști care s-au refugiat în URSS în decursul celui de al doilea război mondial și a căror tendință ideologică era mai puțin naționalistă. De asemeni, Gheorghe Stoica a ocupat diferite funcții: șeful organizației de partid pe București, membru al Comitetului Central al PCR, membru în comisia de control a PCR.
A fost membru al CC al PCR/PMR (1948-1974) și al Comitetului Politic Executiv (1968-1974), prim-secretar al Comitetului orășenesc București al PCR/PMR (1950-1953), ambasador în Republica Democrată Germană (1953-1956), ocupând apoi mai multe funcții în aparatul de stat, până în 1969, când a fost numit director general al Direcției Generale pentru Consiliile Populare.

## Distincții
- Ordinul Muncii clasa a II-a (1949)
- Medalia „A cincea aniversare a Republicii Populare Române” (24 decembrie 1952) „pentru lupta și munca duse în vederea făuririi, consolidării și prosperării Republicii Populare Române”[5]
- Ordinul Muncii clasa I și medalia „Eliberarea de sub jugul fascist” (11 mai 1956) „pentru activitate îndelungată în mișcarea muncitorească și pentru participarea ca delegați la Congresul de înființare a Partidului Comunist din Romînia”[6]
- Ordinul „23 August” clasa I (12 august 1959) „pentru îndelungată activitate în mișcarea muncitorească, pentru contribuția activă la răsturnarea dictaturii militaro-fasciste și instaurarea regimului democrat-popular, pentru merite deosebite în opera de construire a socialismului”[7]
- Ordinul „Steaua Republicii Populare Române” (1960)
- Medalia „40 de ani de la înființarea Partidului Comunist din Romînia” (6 mai 1961) „pentru activitate îndelungată în mișcarea muncitorească și merite în opera de construire a socialismului”[8]
- titlul de Erou al Muncii Socialiste din Republica Populară Romînă și medalia de aur „Secera și Ciocanul” (13 septembrie 1962) „pentru activitate îndelungată în mișcarea muncitorească și merite deosebite în construirea socialismului”[9]
- Ordinul „Tudor Vladimirescu” clasa I (30 aprilie 1966) „cu prilejul celei de-a 45-a aniversări de la înființarea Partidului Comunist din România, pentru îndelungată activitate în mișcarea muncitorească și merite deosebite în opera de construire a socialismului”[10]
- Medalia „A XXV-a Aniversare a Eliberării Patriei” (4 august 1969) „pentru merite deosebite în lupta împotriva fascismului, în eliberarea țării, în războiul antihitlerist, în instaurarea puterii democrat-populare și construirea socialismului în Republica Socialistă România, cu prilejul celei de-a XXV-a aniversări a eliberării patriei”[11]
- Ordinul „Victoria Socialismului” (6 mai 1971) „pentru activitate îndelungată în mișcarea revoluționară, pentru contribuția deosebită la înfăptuirea politicii interne și externe a Partidului Comunist Român, la opera de construire a socialismului, cu prilejul celei de-a 50-a aniversări a Partidului Comunist Român”[12]
- Medalia „25 de ani de la proclamarea Republicii” (26 decembrie 1972) „pentru merite deosebite în opera de construire a socialismului, cu prilejul aniversării a 25 de ani de la proclamarea Republicii”[13]
- titlul de „Erou al Republicii Socialiste România” (19 august 1974) „pentru îndelungata și rodnica activitate desfășurată în mișcarea revoluționară, pentru contribuția deosebită adusă la întărirea partidului și a unității sale, la făurirea și dezvoltarea statului nostru socialist, precum și la înfăptuirea politicii partidului și statului de făurire a societății socialiste multilateral dezvoltate în patria noastră”[14][15]